# Epicadinus marmoratus
Epicadinus marmoratus là một loài nhện trong họ Thomisidae.
Loài này thuộc chi Epicadinus. Epicadinus marmoratus được Cândido Firmino de Mello-Leitão miêu tả năm 1947.